# De zwaardboot
De zwaardboot is het 33ste stripalbum uit de Thorgal-reeks en behoort samen met "Kah-Aniël" en "Scharlaken vuur" tot de cyclus "Aniël". Het werd voor het eerst uitgegeven bij Le Lombard in 2011. Het album is getekend door Grzegorz Rosiński met scenario van Yves Sente.

## Het verhaal
Thorgal reist in het kielzog van de Rode Magiërs die zijn zoon Aniel hebben ontvoerd. De reis vindt plaats in barre omstandigheden langsheen de bevroren wateren van het noorden op een zwaardboot - een soort ijsbreker - waar hij werkt als bewaker. Tijdens een tussenstop in Novghorev wordt een groep slaven aan boord gebracht, waaronder een oude bekende. Om hen vrij te kunnen kopen levert Thorgal een partij goederen af per hondenslee in het afgelegen dorpje Brozjev.